# Coleochloa setifera
Coleochloa setifera är en halvgräsart som först beskrevs av Henry Nicholas Ridley, och fick sitt nu gällande namn av Charles Louis Gilly. Coleochloa setifera ingår i släktet Coleochloa, och familjen halvgräs.

## Underarter
Arten delas in i följande underarter:
- C. s. glabrescens
- C. s. setifera

## Bildgalleri

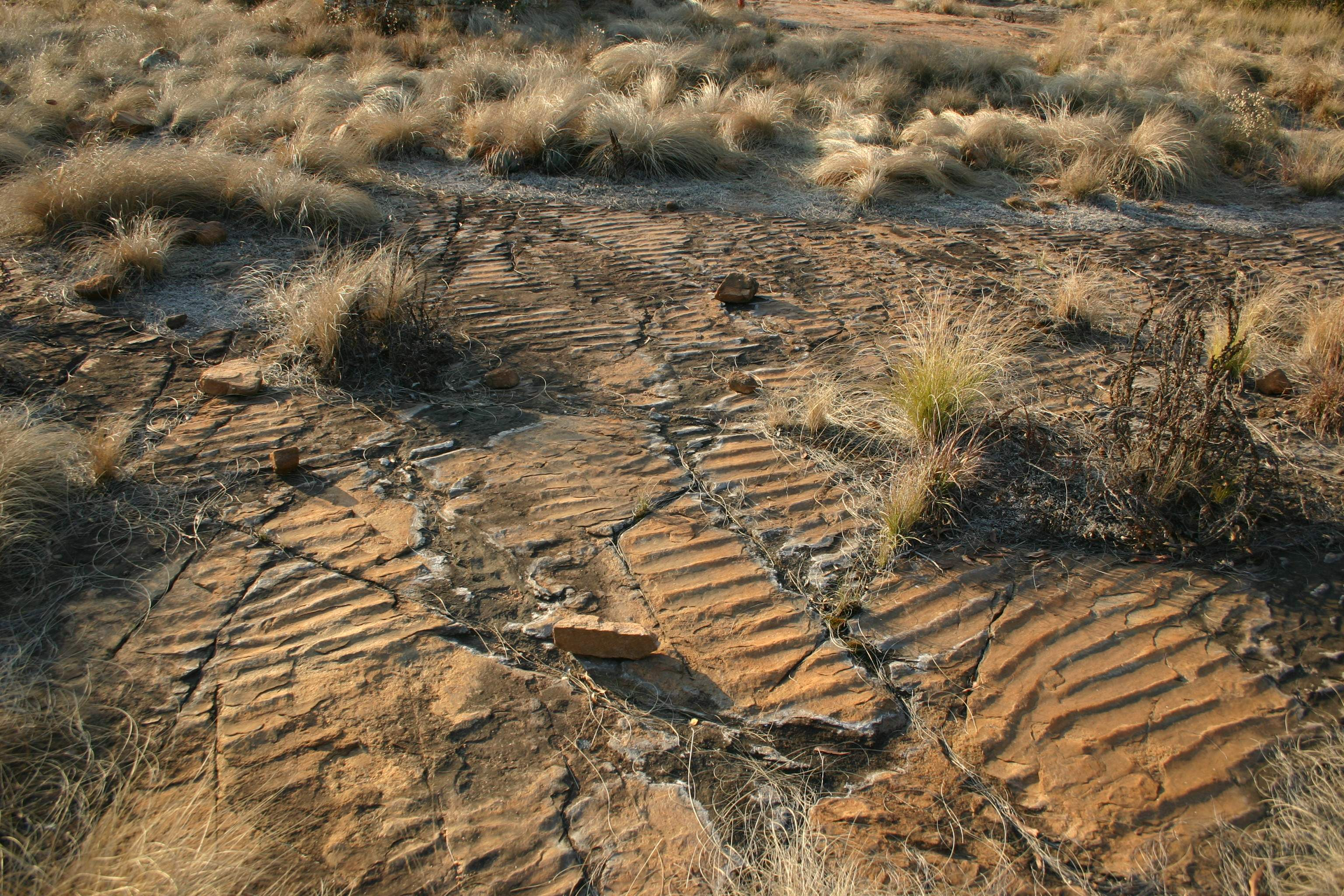
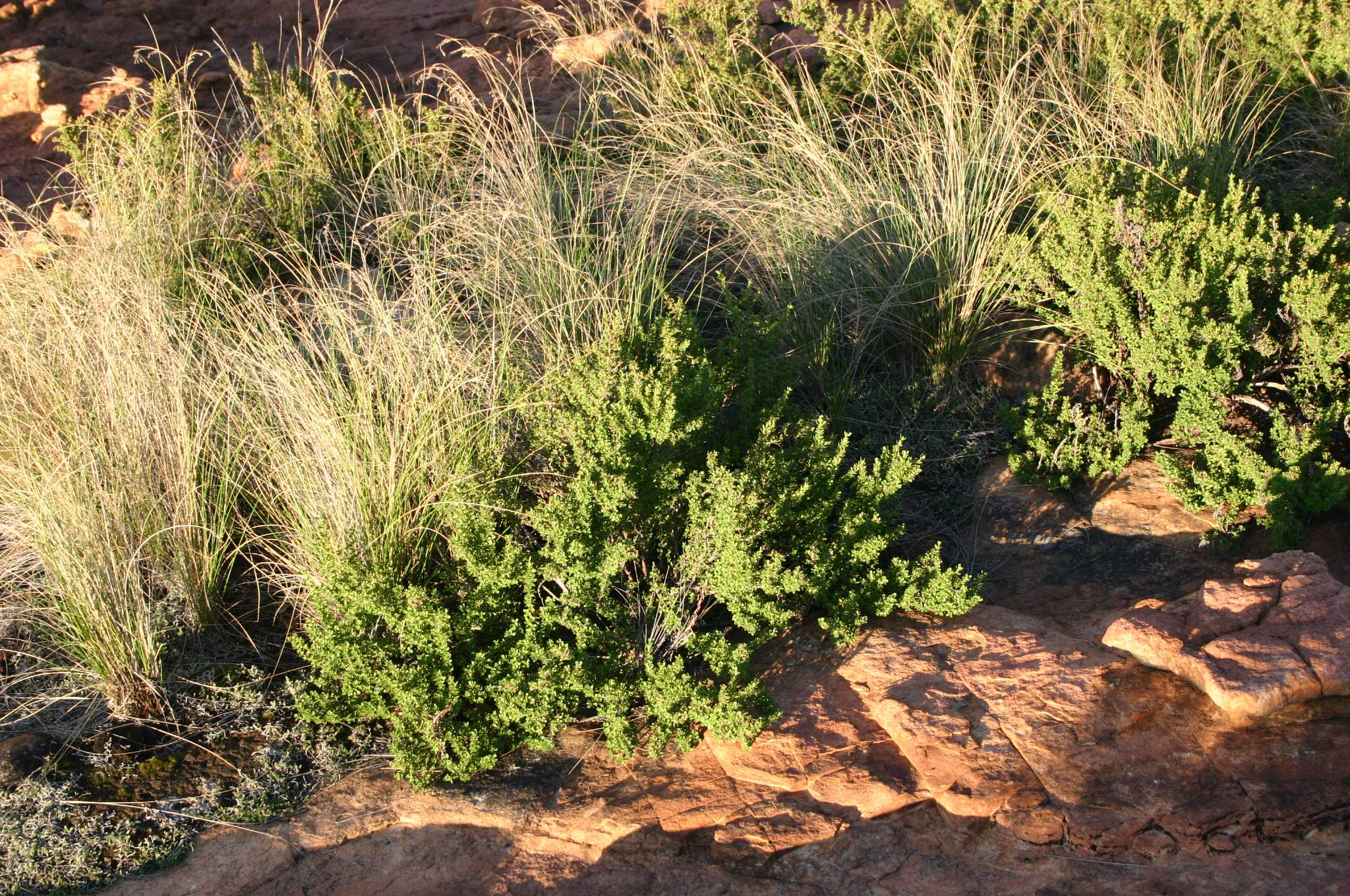